# Funatsu Yuya
Yuya Funatsu (sinh ngày 22 tháng 11 năm 1983) là một cầu thủ bóng đá người Nhật Bản.

## Sự nghiệp câu lạc bộ
Yuya Funatsu đã từng chơi cho Júbilo Iwata, Shonan Bellmare, Rosso Kumamoto và Giravanz Kitakyushu.